# Jean-François Bonnel
Jean-François Bonnel (* 5. Juni 1959 in Gien) ist ein französischer Musiker (Klarinette, Saxophone, auch Kornett, Gitarre, Piano) des traditionellen Jazz.

## Wirken
Bonnel war seit 1977 Mitglied verschiedener Jazzbands in Montpellier WIE Fox Troc, Hot Cévennes, Fanfare Bolchevique und Cossi Anatz. Von 1979 bis 1989 war er in der Hot Antic Jazz Band tätig, mit der er zahlreiche Konzerte und Tourneen im Ausland durchführte. Er studierte Klavier und Klarinette am Konservatorium von Montpellier und bis 1985 am Konservatorium von Aix en Provence, wo er seit 1987 Jazz unterrichtet (1990 erhielt er sein staatliches Diplom als Jazzlehrer).
Bonnel spielte mehrere Alben in verschiedenen Bands ein, darunter zwei mit Jabbo Smith und Benny Waters. In Großbritannien war er mit Ken Colyer auf Tournee, mit dem er auch mehrere Alben veröffentlichte. In Deutschland war er mit der Harlem Blues & Jazzband und in den Niederlanden mit dem Gitarristen Fapy Lafertin unterwegs. Weiterhin konnte er mit Musikern wie Al Casey, Milt Hinton, Doc Cheatham, Dick Hyman und Buddy Tate arbeiten. Seit 1991 ist er in verschiedenen Bands in der Region Marseille aktiv, etwa dem Bernard Abeille Quintet, Swing Connection um Roger Rostan, dem Octet Guy Longnon und der Phoenix Jazz Band. Auch leitete er ein eigenes Oktett und nahm mehrere Alben mit der Tuxedo Big Band auf.
Am Konservatorium von Aix entdeckte Bonnel das Talent seiner Studentin Cécile McLorin Salvant; mit ihr als Sängerin veröffentlichte er mit seinem Quintett ein Album. Seit 2013 ist er Mitglied der Anachronic Jazz Band, mit der er das Album Back in Town einspielte. Nach Tom Lord ist er an 65 Aufnahmen zwischen 1980 und 2015 beteiligt.

## Preise und Auszeichnungen
1984 (mit der Hot Antic Jazz Band) und 2000 (als Solist) erhielt er den Prix Sidney Bechet der Académie du Jazz.